# Отруєння сиропами від кашлю
З 1990-х років у країнах, що розвиваються, сталося кілька масових отруєнь сиропами від кашлю. У цих випадках інгредієнт сиропу від кашлю, гліцерин, був замінений діетиленгліколем, дешевшою альтернативою гліцерину для промислового застосування. Діетиленгліколь нефротоксичний і може призвести до синдрому поліорганної дисфункції (СПОН), особливо у дітей.

## Історія
У період з 1992 по 2022 рік в Панамі, Китаї, Гаїті, Бангладеші, Аргентині, Нігерії, Індії (двічі), Індонезії, Узбекистані та Гамбії були зафіксовані отруєння сиропом від кашлю та іншими лікарськими засобами, до складу яких замість гліцерину входив діетиленгліколь.

### Узбекистан
У грудні 2022 року міністерство охорони здоров'я Узбекистану повідомило, що 18 дітей померли від проблем із нирками та гострих респіраторних захворювань після вживання сиропу від кашлю виробництва індійського виробника ліків Marion Biotech. У заяві не уточнили, у який період відбулися смерті. В результаті Marion Biotech була відсторонена від участі в Pharmexcil, індійській торговій групі, пов'язаній з урядом. В результаті поліція держбезпеки Узбекистану заарештувала чотирьох осіб.